# Xysticus simonstownensis
Xysticus simonstownensis is een spinnensoort uit de familie van de krabspinnen (Thomisidae).
De wetenschappelijke naam van de soort werd in 1909 gepubliceerd door Embrik Strand.